# Chérie, nous avons été rétrécis
Série Chérie, j'ai rétréci les gosses
Chérie, j'ai agrandi le bébé
(1992)
Pour plus de détails, voir Fiche technique et Distribution.
Chérie, nous avons été rétrécis ou Chérie, je nous ai réduits au Québec (Honey, We Shrunk Ourselves) est un film américain réalisé par Dean Cundey et sorti en 1997.
Il s'agit du 3e film de la franchise après Chérie, j'ai rétréci les gosses (Joe Johnston, 1989) et de Chérie, j'ai agrandi le bébé (Randal Kleiser, 1992).

## Synopsis
Voulant se débarrasser d'un totem, Wayne Szalinsky et son frère Gordon , ainsi que leurs femmes, se retrouvent rétrécis à la suite d'une mauvaise manipulation du rayon rétrécissant.

## Fiche technique
Sauf indication contraire, les informations mentionnées dans cette section peuvent être confirmées par la base de données cinématographiques IMDb,  présente dans la section « Liens externes ».
- Titre original : Honey, We Shrunk Ourselves!
- Titre français : Chérie, nous avons été rétrécis
- Titre québécois : Chérie, je nous ai réduits
- Réalisation : Dean Cundey
- Scénario : Karey Kirkpatrick, Nell Scovell et Joel Hodgson d'après les personnages créés par Stuart Gordon, Brian Yuzna et Ed Naha
- Direction artistique : Dean Edward Mitzner
- Décors : Margo Newman
  - Création des décors : Carol Winstead Wood
- Costumes : Tom Bronson
- Photographie : Raymond Stella
- Montage : Charles Bornstein
- Musique : Michael Tavera
- Production : Barry Bernardi
- Société de production : Walt Disney Pictures
- Société de distribution : Buena Vista Home Video
- Pays de production :  États-Unis
- Langue originale : anglais
- Format : Couleur - 1,33:1 - son Dolby
- Genre : comédie, science-fiction, action, aventure
- Durée : 74 minutes
- Dates de sortie :
  - États-Unis : 18 mars 1997 (direct-to-video)
  - France : 3 mars 1998 (VHS)
  - France : 3 septembre 1999 (DVD)[1]

## Distribution
- Rick Moranis (VF : Georges Caudron ; VQ : Alain Zouvi) : Wayne Szalinski
- Eve Gordon (VF : Véronique Augereau ; VQ : Natalie Hamel-Roy) : Diane Szalinski
- Robin Bartlett (VF : Dominique Chauby ; VQ : Danièle Panneton) : Patti Szalinski
- Stuart Pankin (VF : Patrick Préjean ; VQ : Daniel Roussel) : Gordon Szalinski
- Bug Hall (VF : Donald Reignoux ; VQ : Martin Pensa) : Adam Szalinski
- Allison Mack (VF : Sybille Tureau ; VQ : Céline Furi) : Jenny Szalinski
- Jake Richardson (VF : Dimitri Rougeul ; VQ : Nicolas Pensa) : Mitch Szalinski
- Mila Kunis : Jill
- Erica Luttrell : Jody
- Jojo Adams (VF : Adrien Antoine) : Ricky King
- Theodore Borders (VF : Christophe Lemoine) : Trey
- Bryson Aust (VF : Arthur Pestel) : Vincent

Source et légende : version française (VF) selon le carton du doublage français.
 Source et légende : version québécoise (VQ) sur Doublage.qc.ca

## Sorties internationales
Sauf mention contraire, les sorties internationales sont issues de l'IMDb.

### Sorties cinéma
- États-Unis : 18 mars 1997
- Royaume-Uni : juillet 1997
- Portugal : novembre 1997
- Hongrie : 27 novembre 1997
- Islande : 22 janvier 1998
- Finlande : 18 mars 1998
- France : 3 mars 1998 (VHS)
- France : 3 septembre 1999 (DVD)[1]
- France : 8 janvier 2003

## Autour du film
- Ce film est la suite de Chérie, j'ai rétréci les gosses et de Chérie, j'ai agrandi le bébé. Eve Gordon remplace Marcia Strassman dans le rôle de Diane Szalinski.
- Une série télé a été diffusée en 1997.
- Les parcs Disney ont repris les personnages de la saga pour le besoin de la projection tridimensionnelle intitulée Chérie, j'ai rétréci le public (Honey, I Shrunk The Audience) en 1998, sous la réalisation de Randal Kleiser.

## Suite
Début 2020, Disney prévoit une suite au film avec le retour de Rick Moranis.